# Grupo Desportivo Igreja Nova
O Grupo Desportivo Igreja Nova é um clube desportivo português com sede em Igreja Nova na atual freguesia de Igreja Nova e Cheleiros, Município de Mafra, no Distrito de Lisboa.

## Futebol

### Histórico em Futebol(inclui 07/08)
|                   | Nº Presenças | Títulos |
| ----------------- | ------------ | ------- |
| Temporadas na 1ª  | 0            |         |
| Temporadas na 2ª  | 0            |         |
| Temporadas na 2ªB | ??           |         |
| Temporadas na 3ª  | ??           |         |
| 1ª Escalão Dist.  | ??           |         |
| Taça de Portugal  | ??           |         |
| Taça da Liga      | 0            |         |

### Classificações
| Escalão          | 00/01 | 01/02 | 02/03 | 03/04 | 04/05 | 05/06 | 06/07 | 07/08 | 08/09 |
| ---------------- | ----- | ----- | ----- | ----- | ----- | ----- | ----- | ----- | ----- |
| Liga Sagres      | -     | -     | -     | -     | -     | -     | -     | -     | -     |
| Liga Vitalis     | -     | -     | -     | -     | -     | -     | -     | -     |       |
| II Divisão       | -     | -     | -     | -     | -     | -     | -     | -     | -     |
| III Divisão      | -     | -     | -     | -     | -     | -     | -     | -     | -     |
| 1º Escalão Dist. | -     | -     | -     |       | -     | -     | -     | -     | -     |
| 2º Escalão Dist. | -     | -     | -     | -     | -     | -     | -     | -     | -     |
| 3º Escalão Dist. | -     | -     | -     | -     | -     | -     | -     | -     | -     |

## História
O clube foi fundado em 1950. A equipa de futebol, que há bem pouco tempo disputava os campeonatos distritais da Associação de Futebol de Lisboa, conseguiu nos últimos anos, uma ascensão meteórica, concluindo a época 2008/2009, na 2ª posição do campeonato nacional da III divisão da série E, facto que lhe proporcionou pela primeira vez, a subida à II divisão nacional.
Além do futebol, o clube tem também desde a época 2000-2001, uma equipa de atletismo, composta por 15 atletas, que por diversas ocasiões, já se evidenciaram nas provas onde participaram, tanto em Portugal como no estrangeiro. Ao longo destes anos, os atletas que mais se destacaram foram Carlos Fernandes e Fernando Alves, sempre habituados a disputar os primeiros lugares, e Vitor Barros, que em 2008, conseguiu mesmo, ser o primeiro português na "Madeira Island Ultra Trail".
Algumas vezes, o clube chegou a ter participado nas primeiras eliminatórias da Taça de Portugal.
Na época 2013/2014 o Igreja Nova obteve o 1º lugar na série 1 da 1ªdivisão da AF Lisboa, assim sendo, passou para a Divisão de Honra acabando a época nos últimos lugares, em 14º.
Na época seguinte, 2015/2016 o clube no escalão de séniores, não participou na Associação de Futebol de Lisboa, contudo, os escalões inferiores e outras modalidades continuam ativas.

## Palmarés
- 1ª Divisão AFL: 2013/14
- Taça AFL: 2012/13
- Divisão de Honra AFL: 2006/07

## Estádio
Parque de Jogos Domingos Pinto Jorge

## Marca do equipamento
Legea

## Patrocínio
Janotas e Simões